# Gerald Holtom
Gerald Holtom, född 20 januari 1914, död 18 september 1985, var en brittisk formgivare som den 21 februari 1958 presenterade en symbol som stod för kärnvapennedrustning, antikärnvapenmärket. Detta har sedermera blivit en internationell symbol för fred.